# Ellipteroides (Protogonomyia) strenuus
Ellipteroides (Protogonomyia) strenuus is een tweevleugelige uit de familie steltmuggen (Limoniidae). De soort komt voor in het Oriëntaals gebied.